# Antonín Doležálek
Antonín Doležálek (3. dubna 1799 Lipnice nad Sázavou – 19. srpna 1849 Vídeň) byl český pedagog, zaměřený především na výchovu slepých. V letech 1833–1846 úspěšně vedl slepecký ústav v Pešti. Autor několika německy psaných publikací v oblasti speciální pedagogiky. V menší míře se věnoval též otázkám výchovy sluchově a mentálně postižených.

## Život
Byl synem učitele z Lipnice u Čáslavi. Od dětství měl velké hudební nadání — v šesti letech zpíval sólové árie na kůru, v osmi hrál na varhany a na housle. Rodiče ale zastávali názor, že hudba má být zábavou, nikoli zdrojem obživy, a jeho vzdělání směřovali k přípravě na učitelské povolání.
Absolvoval venkovské gymnázium a pražskou filosofii. Dál se věnoval hudbě a zpěvu. Během pražského pobytu si přivydělával výukou hudby a na koncertech se seznamoval s kulturní veřejností. Roku 1818 dokončil studia a vstoupil do piaristické koleje v Lipníku nad Bečvou. Poté dva roky vyučoval v Moravské Třebové a v Českých Budějovicích. Protože neměl zájem o trvalou duchovní službu, vystoupil z řádu a odešel do Vídně. Tam určitou dobu studoval práva a připravoval se ke zkouškám na gymnaziálního profesora. Roku 1823 je absolvoval a odjel do Českého Krumlova, kde mělo být otevřeno nové gymnázium. Téhož roku se také oženil s dcerou budějovického sládka, s níž se seznámil těsně po odchodu z piaristického řádu.
Založení krumlovského gymnázia se protahovalo a Doležálek se proto věnoval soukromému vyučování. Mezi jeho žáky byl i nadaný, od narození slepý syn místního významného úředníka. Doležálek pro něj vytvořil zvláštní metodiku a vycvičil ho v literatuře i hudbě. Tímto úspěchem na sebe upoutal širokou pozornost a začal se výchově slepých věnovat hlouběji. Prostudoval mimo jiné spis Lehrbuch für Blinde od ředitele vídeňského slepeckého ústavu Johanna Wilhelma Kleina.
V roce 1825 bylo úředně rozhodnuto, že gymnázium v Českém Krumlově nevznikne. Doležálek se s manželkou odstěhoval do Prahy, kde pomáhal na akademickém gymnáziu a dál se zdokonaloval v hudbě. Postihla ho ale také rodinná tragédie — zemřely mu dvě děti. V roce 1826 mu pražský ústav slepých nabídl místo ředitele. Nabídku přijal, s tím, že jeho manželka byla v ústavu hospodyní. Pozice to ale byla velmi náročná, musel překonávat mnoho překážek. Když jeho manželka onemocněla, opustil místo a roku 1830 získal zaměstnání ve škole v Táboře. Spolupracoval i s Aloisem Klarem, který připravoval založení nového ústavu.
Dne 7. září 1833 přijal nabídku na vedení slepeckého ústavu v Pešti. V době jeho příchodu tam bylo třináct chovanců, materiálně zajištěných, ale ponechaných bez jakéhokoli vzdělání či praktického výcviku. Doležálek zřídil hodiny náboženství, čtení, počtů, dějepisu, zeměpisu, přírodních a technických věd, hudby, zpěvu a ručních prací. Roku 1835 jej gymnasta Ig. Clair inspiroval k zavedení tělocviku. Ústav tak změnil ze „špitálu“ na učiliště a praktickou školu.
Ve dnech 13. až 17. března 1838 postihla Uhersko velká a nečekaná povodeň. Manželé Doležálkovi i všichni chovanci zachránili holé životy, ale jejich ústav byl zcela zničen. Doležálek se poté soustředil na shromáždění prostředků pro vybudování nového sídla. Pořádal benefiční koncerty, hudební a recitační akademie, amatérská divadelní představení, propagoval výchovu slepých v tištěných publikacích. Úsilí bylo korunováno úspěchem — 3. října 1842 byl položen základní kámen nové budovy.
Vedle vedení ústavu (a později úsilí o jeho obnovu) se dál vzdělával (podnikal studijní cesty) a účastnil se v humanitních a kulturních spolcích. Například v roce 1834 vybral prostřednictvím koncertu peníze na stavbu náhrobku houslistovi Josefu Slavíkovi. Přátelství ho vázalo s Jánem Kollárem, s nímž roku 1841 podnikl cestu po Itálii, Tyrolsku a Bavorsku.
Roku 1846 se v Uhersku zvedly národnostní vášně a nastal tlak, aby se slepecký ústav pomaďarštil. To Doležálek odmítl a jeho vedení opustil. V létě téhož roku odjel do Vídně, kde se věnoval literární činnosti a praktické výchově slepých, hluchoněmých a blbých (duševně postižených). Prováděl odhady počtu postižených v Rakousku, navštěvoval vybrané ústavy v zahraničí. V roce 1847 zkoumal endemický kretenismus v alpských zemích a došel k závěru, že i lidé s touto poruchou mohou být vzděláváni a následně společensky prospěšní. Soukromě vyučoval a účastnil se činnosti slovanských spolků.
Během revoluce 1848 se snažil přispět k uklidnění. Byl členem vídeňského výboru bezpečnosti, vyslaného v srpnu 1848 do Prahy s cílem urovnat konflikt mezi Čechy a Němci. V Praze vystoupil s několika projevy. Pak se vrátil do Vídně, kde v dialogu s vládními představiteli usiloval o zřízení škol pro postižené. Ministerstvo ale na jeho návrhy nepřistoupilo. Později se situace změnila, ale Doležálek zemřel během epidemie ve Vídni dne 19. srpna 1849.
Byl oceňovaný jako všestranně vzdělaný lidumil a vynikající praktický pedagog. Jeho úspěchy ve výchově slepých byly pochvalně zmiňovány v dobovém tisku.

## Dílo
Byl autorem několika spisů v německém jazyce, např.:
- Nachrichten von der Verfassung des Pesther Blindeninstituts. Pest 1836[3]
- Anweisung blinde Kinder von der frühesten Jugend an zweckmässig zu behandeln. Ofen 1838[3]
- Ansichten über die Erziehung der Zöglinge einer Blindenanstalt... Pesth 1840[3]
- Erlebnisse der ungarischen Blindenerziehungsanstalt nebst einigen Andeutungen und Erörterungen über den gegenwärtigen Zustand derselben. Pest 1842[3]
- Immerwährender Kalender für Blinde (Katholiken u. Protestanten) J. 1847–1900. Wien 1834[4]
- Vorschlag zur Reorganisierung der Blindenanstalten (článek v časopise Badischer Schulbote 1846, č. 6)[4]

## Příbuzenstvo
- Jeho strýcem byl hudební skladatel Jan Emanuel Doležálek.[2]